# Stacking

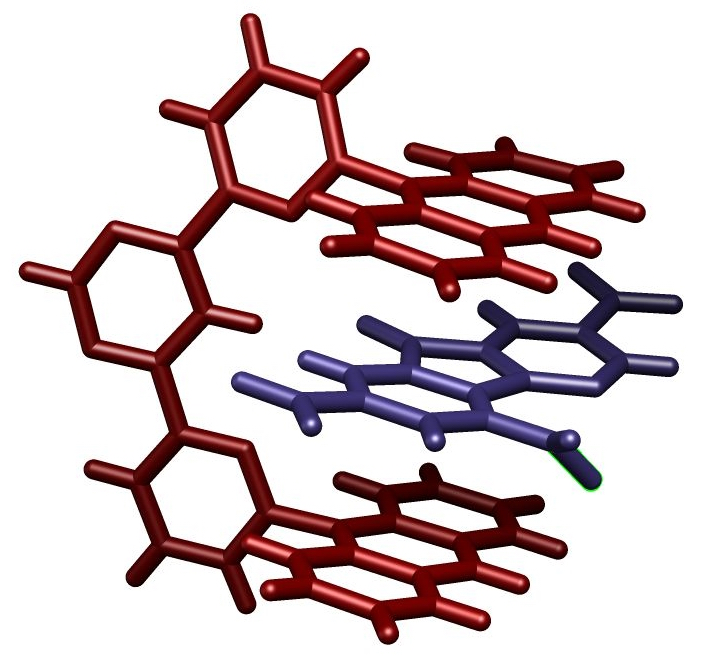
Struttura cristallina di una molecola di trinitrofluorene ospitata, attraverso interazioni di stacking, da un tweezer molecolare

In chimica supramolecolare, lo stacking (in italiano impilamento) è una disposizione impilata di molecole aromatiche. Molecole contenenti anelli aromatici, infatti, tendono a disporsi spontaneamente impilate come colonne di monete. Questo comportamento contraddistingue numerosi polimeri come le aramidi, il polistirene, il DNA, l'RNA, le proteine ed i peptidi.
L'esempio più importante di un sistema stacked, in particolare, è quello delle basi azotate consecutive presenti nella molecola del DNA. In essa, infatti, si instaurano interazioni di pi stacking tra nucleotidi adiacenti, fornendo all'intera struttura molecolare una maggiore stabilità. Le basi azotate sono infatti molecole con anelli aromatici che, all'interno della doppia elica, vengono a disporsi parallelamente tra loro, facilitando la sovrapposizione degli orbitali p e la conseguente interazione di stacking. Sebbene ognuna di queste interazioni sia debole, la somma complessiva rende la doppia elica di DNA molto più stabile. L'esatta natura di questo tipo di interazioni è materia di dibattito.

## Interazioni aromatiche
Correlato al fenomeno dello stacking è il concetto di interazione aromatica (o interazione π-π), con cui si intende un legame di tipo non covalente che si instaura tra composti organici contenenti gruppi aromatici, a causa della sovrapposizione intermolecolare degli orbitali p nei sistemi π-coniugati. Tale tipo di interazione rende il legame ancora più stabile, poiché aumenta in modo significativo la possibilità di delocalizzazione elettronica.
Le interazioni π-π agiscono in modo robusto sugli idrocarburi policiclici aromatici come l'antracene, il trifenilene ed il coronene, poiché sono in grado di delocalizzare elettroni. Questa interazione, più forte delle altre non covalenti, gioca un ruolo fondamentale nella chimica supramolecolare (ad esempio, queste interazioni hanno una grande influenza sulle strutture cristalline dei composti aromatici).